# Championnats d'Europe de char à voile 1994
Navigation
1993 1995
Les 32e championnats d'Europe de char à voile 1994, organisés par le pays hôte sous l'égide de la fédération internationale du char à voile, se sont déroulés à La Panne dans la province de Flandre-Occidentale en Belgique,.

## Podiums
| Épreuve  | Or                     | Argent           | Bronze          |
| -------- | ---------------------- | ---------------- | --------------- |
| Classe 2 | Henri Demuysere        | Pascal Demuysere | Jan Fagerberg   |
| Classe 3 | Jean-Philippe Krischer | Egon Plovier     | Xavier Wyckmans |
| Classe 5 | Chris Wright           | Michel Jacq      | Tadeg Normand   |

| Épreuve  | Or            | Argent     | Bronze           |
| -------- | ------------- | ---------- | ---------------- |
| Classe 5 | Anne Lefebvre | Paula Leah | Nathalie Devigne |

## Tableau des médailles par nation
| Rang | Nation      | Or | Argent | Bronze | Total |
| ---- | ----------- | -- | ------ | ------ | ----- |
| 1    | Belgique    | 1  | 2      | 1      | 4     |
| 1    | France      | 1  | 1      | 1      | 3     |
| 1    | Royaume-Uni | 1  | -      | -      | 1     |
| 4    | Suède       | -  | -      | 1      | 1     |

| Rang | Nation      | Or | Argent | Bronze | Total |
| ---- | ----------- | -- | ------ | ------ | ----- |
| 1    | France      | 1  | -      | 1      | 2     |
| 2    | Royaume-Uni | -  | 1      | -      | 1     |